# 浄庭女王
浄庭女王（きよにわじょおう、生没年不詳）は、平安時代初期の皇族。右大臣、神王（天智天皇曾孫）の王女。母は美努摩内親王（光仁天皇の皇女）。光仁天皇朝の伊勢斎宮。
〈天応元年
宝亀6年（775年）4月29日、酒人内親王の退下をうけて斎宮に卜定。天応元年（781年）、光仁天皇の譲位により退下したと見られる。延暦10年（791年）4月27日、従五位下に叙爵。その後の消息は不明。